# هوهنشتاوفن
هوهنشتاوفن كانوا سلالة من الملوك الألمان، توج العديد منهم كإمبراطوريين للإمبراطورية الرومانية المقدسة ودوقات لشوابيا. اسمهم الدقيق مأخوذ عن قلعتهم في شوابيا هو شتاوفن.
عندما مات آخر افراد سلالة السالييون هنري الخامس، إمبراطور الإمبراطورية الرومانية المقدسة، لم يترك ولياً للعهد، فنشأ هناك خلاف حول خلافته. فكان فريدريك وكونراد، سليلي شتاوفن الذكور آنذاك، كانا أحفاد هنري الثالث، إمبراطور الإمبراطورية الرومانية المقدسة وأبناء إخوة هنري الخامس. وبعد وفاة ملك «الفترة الانتقالية»، لوثار الثالث من سوبلنجنبورغ عام 1137، أصبح كونراد ملك ألمانيا وسمي بكونراد الثالث.

## الاسم
استخدم اسم هوهنشتاوفن لأول مرة في القرن الرابع عشر لتمييز التل المخروطي «المرتفع» (hohen) المسمى شتاوفن في جبال الألب السوابية، في منطقة غوبينغن، من القرية التي تحمل الاسم نفسه في الوادي أدناه. وأطلق الاسم الجديد فقط على قلعة تل شتاوفن من قبل المؤرخين في القرن التاسع عشر، لتمييزها عن القلاع الأخرى التي تحمل الاسم نفسه. تبع ذلك اسم السلالة الحاكمة، ولكن في العقود الأخيرة كان الاتجاه في التأريخ الألماني هو تفضيل اسم شتاوفر، وهو أقرب إلى الاستخدام المعاصر.
اسم «شتاوفن» نفسه مشتق من شتاوف، (باللغة الألمانية العليا القديمة stouf، على غرار  stoupبالإنجليزية الحديثة المبكرة)، والتي تعني «الكأس». انتشر هذا المصطلح بشكل شائع للإشارة إلى التلال المخروطية في شوابيا في العصور الوسطى. وهو مصطلح معاصر لكل من التل والقلعة، على الرغم من اختلاف تهجئته في الوثائق اللاتينية في ذلك الوقت بشكل كبير: Sthouf وStophe وStophen وStoyphe وEstufin وغيرها. بنى الدوق فريدرش الأول من شوابيا القلعة في النصف الأخير من القرن الحادي عشر.
استخدم أفراد الأسرة أحيانًا اللقب الجغرافي دي شتاوف أو مشتقاته. وفي القرن الثالث عشر أصبح الاسم ينطبق على الأسرة ككل. ونحو عام 1215، أشار مؤرخ إلى «أباطرة شتاوف». وفي عام 1247، أشار الإمبراطور فريدرش الثاني نفسه إلى عائلته باسم دوموس ستوفينسيس domus Stoffensis (أسرة شتاوفر)، لكن هذه كانت حالة منعزلة. ربط أوتو من فرايزنغ (المتوفى عام 1158) بين الشتاوفر وبلدة فايبلينغن، ونحو عام 1230 أشار بورشارد من أورسبيرغ إلى الشتاوفر على أنه «النسب الملكي للغويلفيين» (ريغيا ستيربس وايبلينغنسيوم). إن العلاقة الدقيقة بين العائلة والغويلفيين ليست واضحة، ولكن اسم العائلة أصبح شائعًا للغاية. اشتق اسم فصيل الغيبلينيين المؤيد للإمبراطورية من المنافسات المدنية الإيطالية في القرنين الثالث عشر والرابع عشر اسمه من الغويلفيين.
في التأريخ الإيطالي، يُعرف الشتاوفر باسم Svevi (السوابيين).

## الأصول
لا يزال الأصل غير واضح، ومع ذلك، ذكر كونتات الشتاوفر في وثيقة للإمبراطور أوتو الثالث في عام 987 كأحفاد من منطقة ريسغاو بالقرب من بلدة نوردلينغن في دوقية شوابيا، الذين كانوا على صلة بعائلة سيغاردينغر البافارية. وذكر الكونت فريدرش (المتوفى نحو عام 1075) باعتباره سلفًا في نسب رسمها أبوت فيبالد من ستافيلوت بناءً على طلب الإمبراطور فريدرش بارباروسا في عام 1153. وقد شغل منصب كونت بلاتين الشوابي؛ تزوج ابنه فريدش من بورين (نحو 1020-1053) من هيلدغارد من أغويسهايم - داغسبيرغ (توفيت 1094/1095)، وهي ابنة أخ البابا ليون التاسع. عين الملك السالي لألمانيا هنري الرابع ابنهما فريدرش الأول دوقًا لشوابيا في قلعة هوهنشتاوفن عام 1079.
في الوقت نفسه، كان الدوق فريدرش الأول مخطوبًا لابنة الملك أغنيس البالغة من العمر سبعة عشر عامًا تقريبًا. ولم يُعرف أي شيء عن حياة فريدرش قبل هذا الحدث، لكنه أثبت أنه حليف إمبراطوري طوال نضالات هنري ضد اللوردات الشوابيين الآخرين، مثل رودولف من راينفيلدن، سلف فريدرش، ولوردات زرينغن وفلف. جرت ترقية أوتو شقيق فريدرش إلى أسقفية ستراسبورغ عام 1082.
عند وفاة فريدرش، خلفه ابنه، الدوق فريدرش الثاني، عام 1105. وظل فريدرش الثاني حليفًا وثيقًا للساليين، وقد عُين هو وشقيقه الأصغر كونراد ممثلين للملك في ألمانيا عندما كان الملك في إيطاليا. ونحو عام 1120، تزوج فريدرش الثاني من جوديث من بافاريا من عائلة فلف المنافسة.

## أفراد عائلة هونشتاوفن

### أباطرة الرومانية المقدسة وملوك ألمانيا
- كونراد الثالث، ملك 1138-1152
- فريدرش الأول بربروسا، ملك 1152-1190، إمبراطور بعد 1155
- هاينريش السادس، ملك 1190-1197، إمبراطور بعد 1191
- فيليب دوق شوابيا، ملك 1198-1208
- فريدرش الثاني، ملك 1208-1250، إمبراطور بعد 1220
- هنري السابع، ملك 1220 - 1235 (بوجود والده)
- كونراد الرابع، ملك 1237-1254 (بوجود والده)

آخر حاكم من آل هوهنشتاوفن، كونراد الرابع لم يتوج إمبراطورا أبدا. بعد فترة 20 عاما، تم انتخاب سليل هابسبورج ملكا.

### دوقات شوابيا
ملاحظة: بعض الدوقات التالية أسمائهم تم ذكرهم كملوك أعلاه
- فريدريش الأول دوق شوابيا (ت. 1079 - 1105)
- فريدريش الثاني دوق شوابيا «ذو العين الواحدة» (ت. 1105 - 1147)
- فريدرش الأول بربروسا (فريدريش الثالث من شوابيا)(ت. 1147 - 1152) ملك في 1152 وإمبراطور الإمبراطورية الرومانية المقدسة في 1155
- فريدرش الرابع، دوق شوابيا (ت. 1152 - 1167)
- فريدرش الخامس، دوق شوابيا (ت. 1167 - 1170)
- فريدرش السادس، دوق شوابيا (ت. 1170 - 1191)
- كونراد الثاني، دوق شوابيا (ت. 1191 - 1196)
- فيليب دي شوابيا (ت. 1196 - 1208) ملك في 1198
- فريدرش الثاني (ت. 1212 - 1216) ملك في 1212 وإمبراطورا في 1220
- هاينريش السابع (ت. 1216 - 1235)، ملك 1220 - 1235
- كونراد الرابع (ت. 1235 - 1254) ملك في 1237
- كونراد الخامس (كونرادين) (ت. 1254 - 1268)
- شجرة العائلة لدوقات شوابيا